# Vem si mě
Vem si mě (v anglickém originále Marry Me) je americká romantická komedie režisérky Kat Coirové, podle scénáře Johna Rogersiho, Tami Sagherové a Harper Dillové. Film vznikl podle grafického románu Marry Me od Bobby Crosbyho. Ve filmu hrají Jennifer Lopez, Owen Wilson, Sarah Silvermanová, John Bradley, Michelle Buteau, Chloe Coleman a Maluma.
Film měl v amerických kinech premiéru 11. února 2022, v českých kinech se objevil poprvé o den dříve, tedy 10. února 2022. 

## Obsazení
| Jennifer Lopez     | Kat Valdez      |
| Owen Wilson        | Charlie Gilbert |
| Sarah Silvermanová | Parker Debbs    |
| John Bradley       | Collin Calloway |
| Maluma             | Bastian         |
| Michelle Buteau    | Melissa         |
| Chloe Coleman      | Lou Gilbert     |
| Stephen Wallem     | Jonathan Pitts  |
| Jameela Jamil      | Anikah          |
| Jimmy Fallon       | on sám          |
| Utkarsh Ambudkar   | kouč Manny      |

## Produkce
V dubnu 2019 bylo oznámeno, že hlavní role budou hrát Jennifer Lopez a Owen Wilson. Téhož měsíce byla zveřejněna jména dalších herců (Sarah Silvermanová, John Bradley a Maluma).